# Ясенівка (Хмельницький район)
Ясені́вка (колишня назва Ска́зинці) — село в Україні, у Ярмолинецькій селищній громаді Хмельницького району Хмельницької області. Населення становить 837 осіб.

## Географія
Розташоване на рівнині. У селі є 6 ставків. Біля села бере початок річка Чорнивідка.

## Символіка

### Герб
Щит розтятий змінно-хвилясто зміщено вліво. У першій лазуровій частині золоте сонце з шістнадцятьма променями у вигляді блискавок, у другій - із зеленого опуклого підніжжя виростає зелений ясен (герб є промовистим). Все супроводжується двома колосками, перетнутими золотом і зеленню. Щит вписаний в золотий декоративний картуш і увінчаний золотою сільською короною. Унизу картуша напис "ЯСЕНІВКА".

### Прапор
Квадратне полотнище розділене вертикально змінно-хвилясто у співвідношенні 3:1 на синю і жовту частини. На древковій частині жовте сонце з шістнадцятьма променями у вигляді блискавок, на вільній  червоний колос.

### Пояснення символіки
Герб означає початок річки Батіжок, сонце з блискавками - першу на Хмельниччині сонячну електростанцію, колос – символ сільського господарства.
На прапорі повторюються кольори і фігури герба.

## Сьогодення
У селі є школа, дитсадок, церква, костел, 4 магазини.

## Галерея

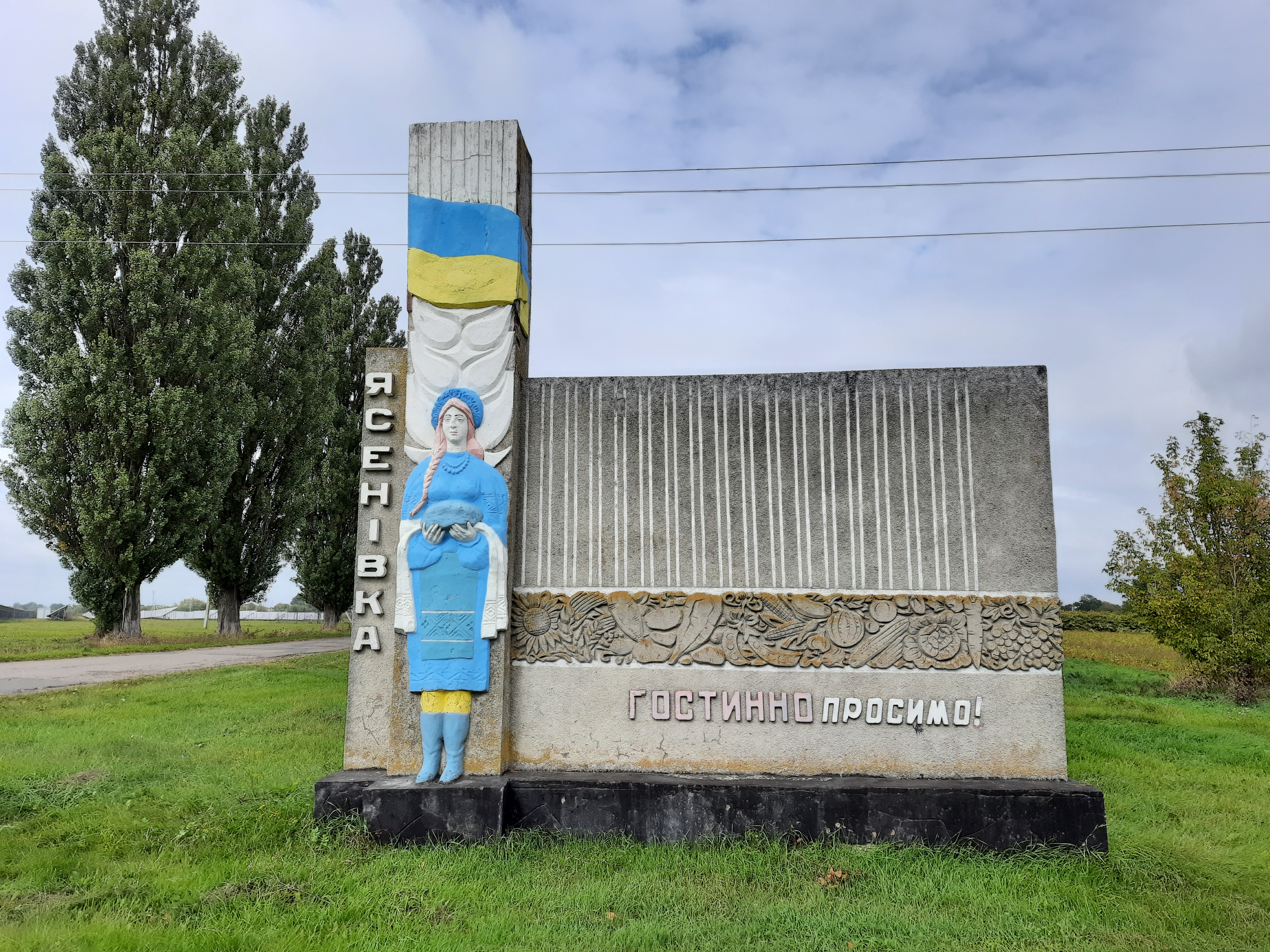
Стела при в'їзді у село
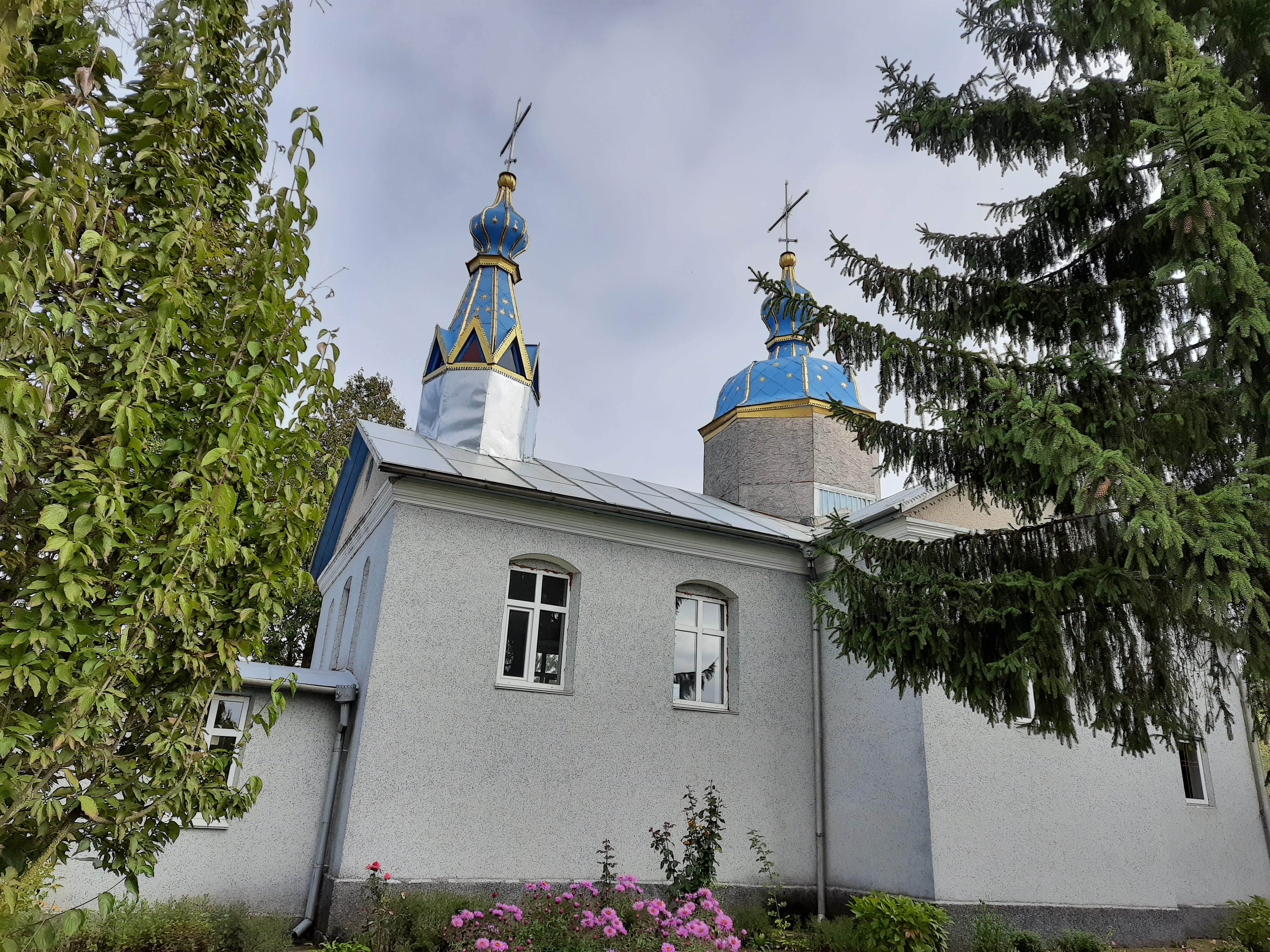
Сільська церква
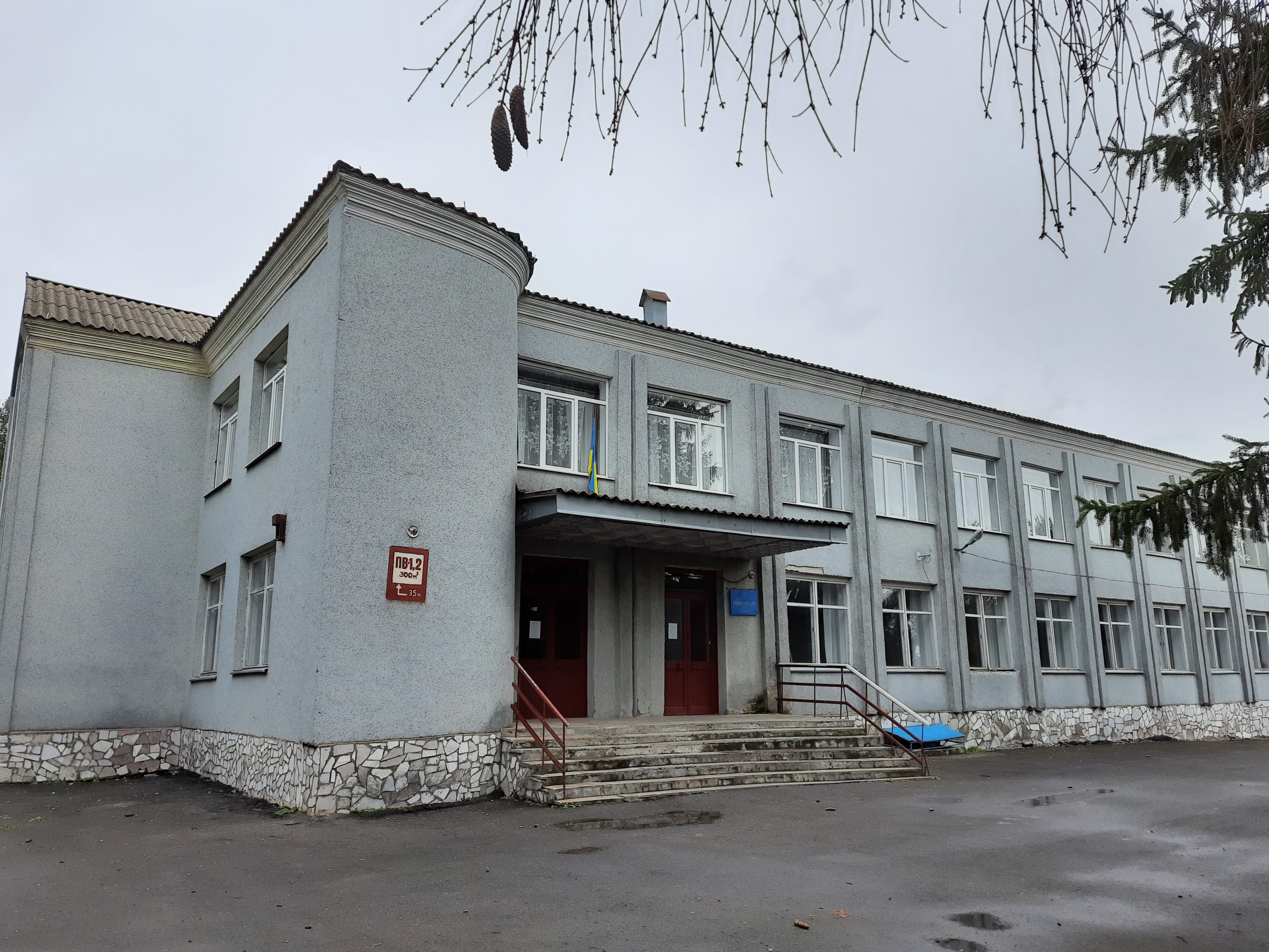
Будинок культури
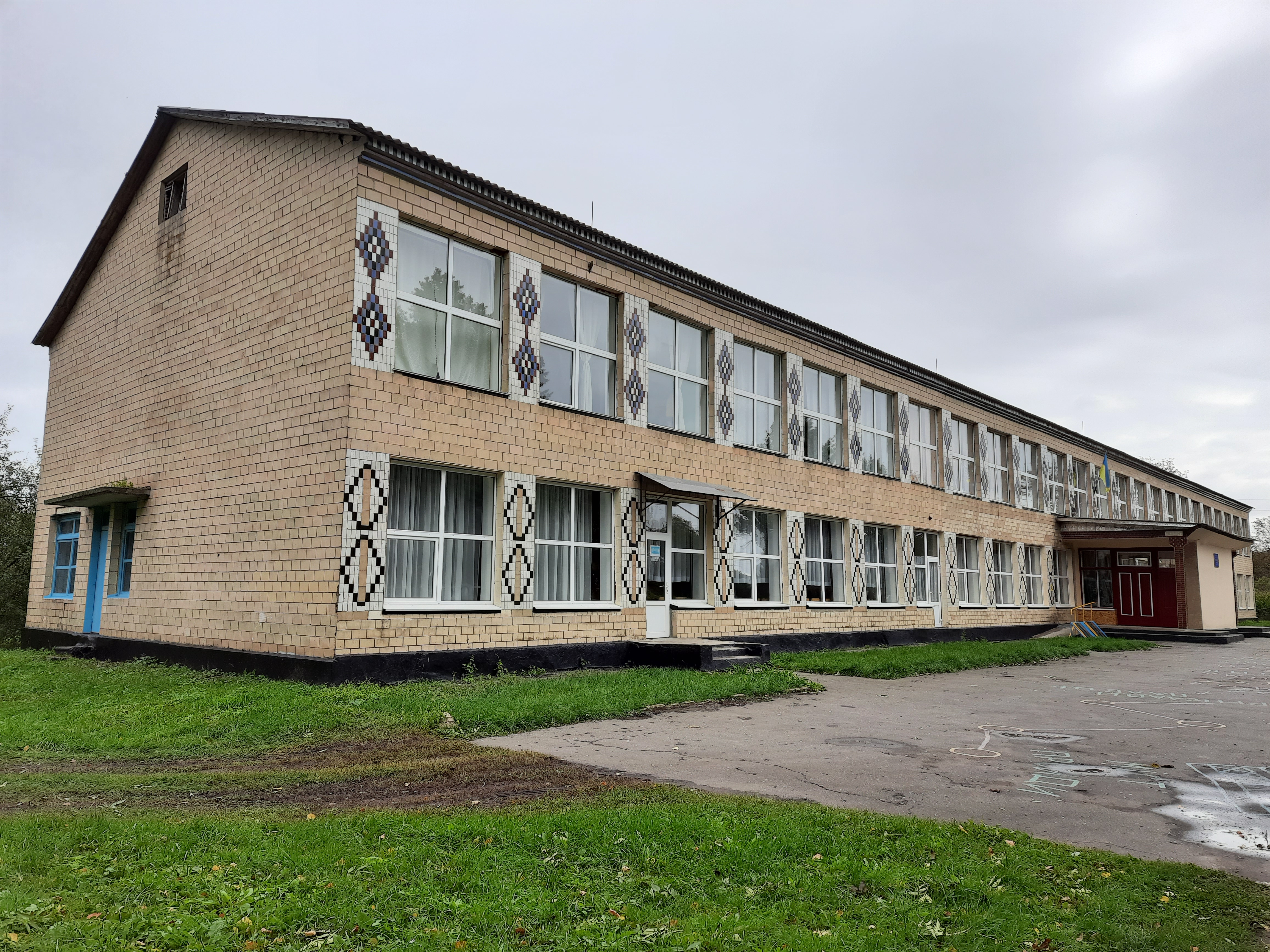
Школа
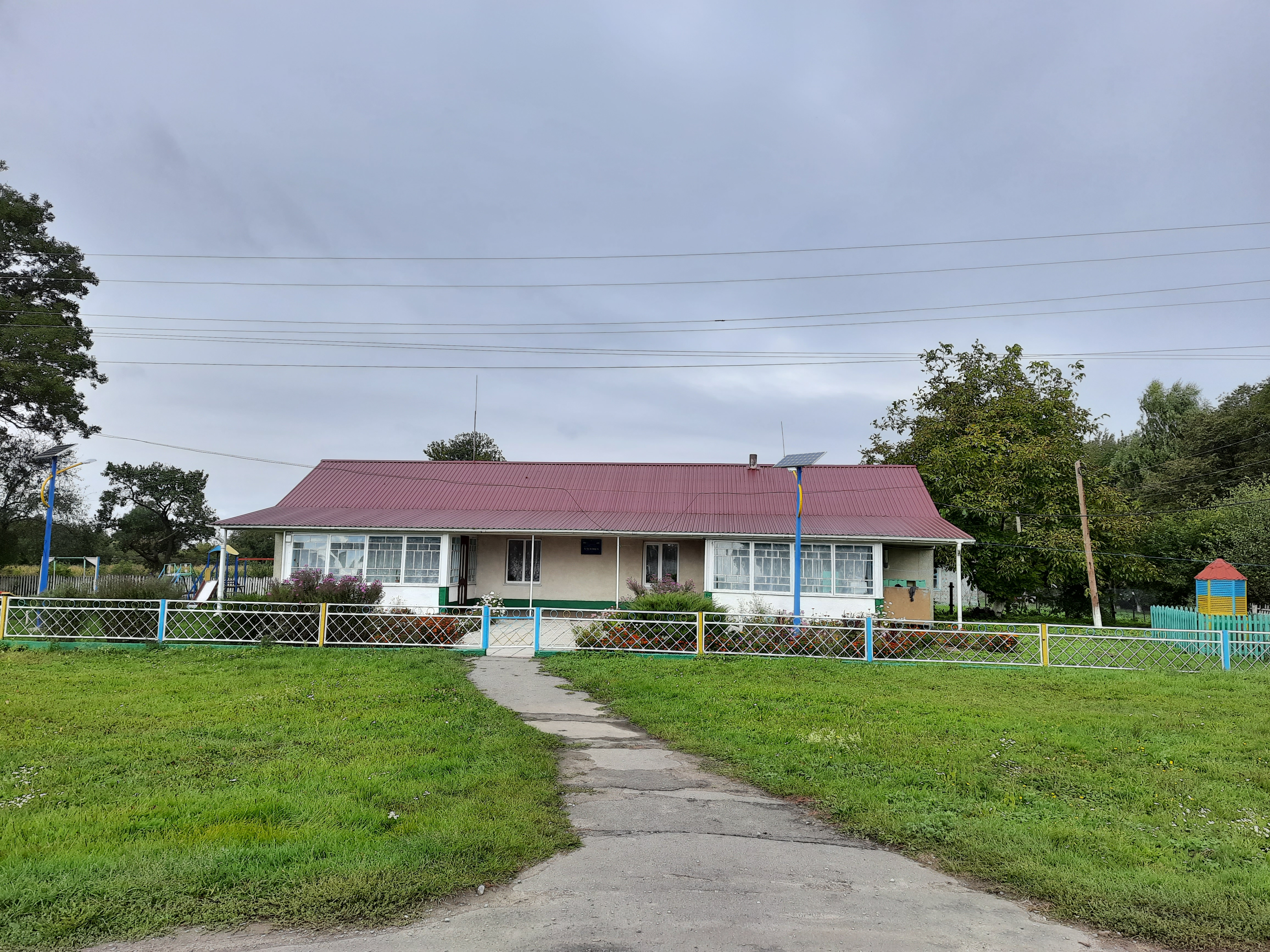
Дитячий садок
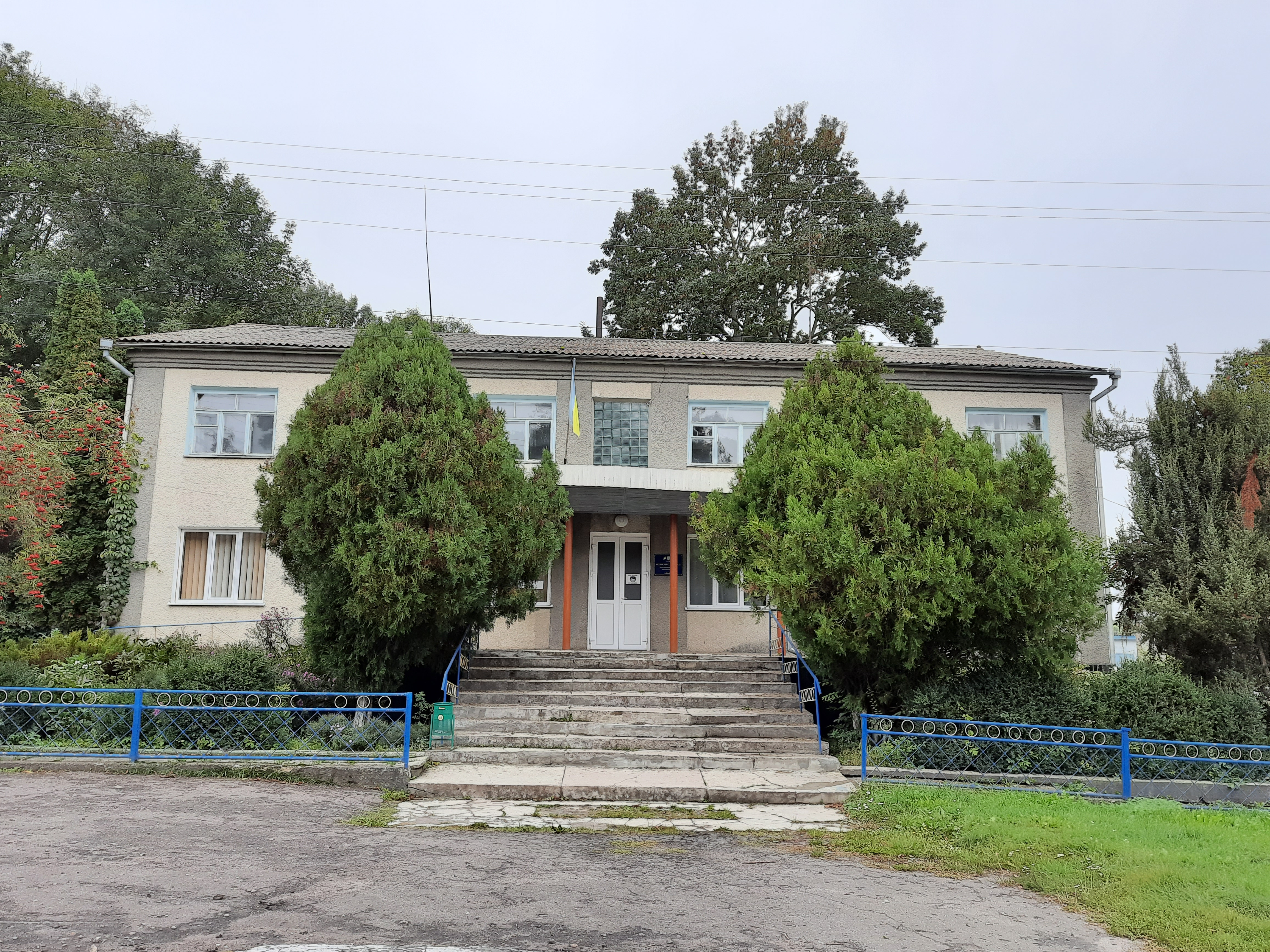
Старостат
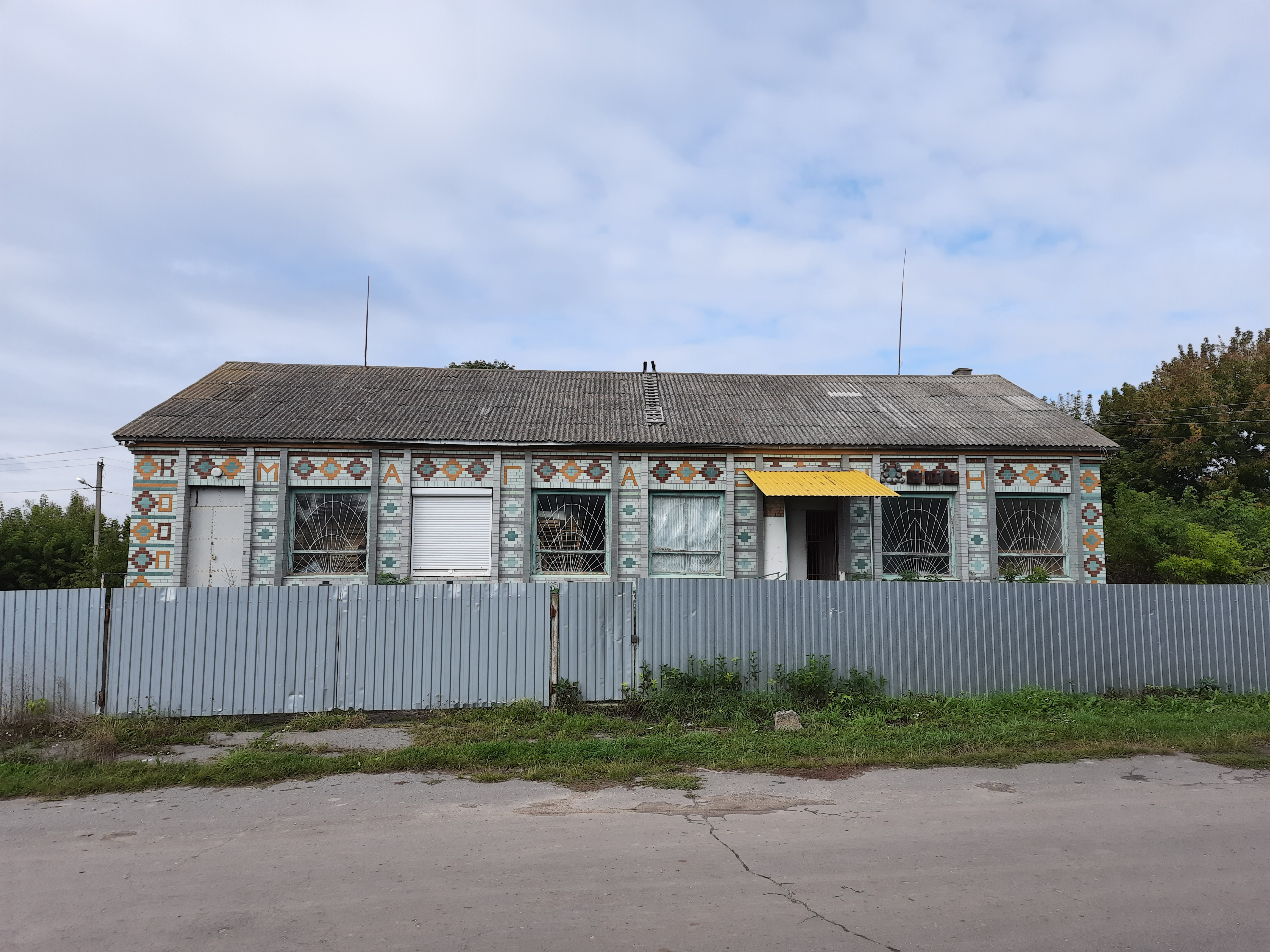
Крамниця
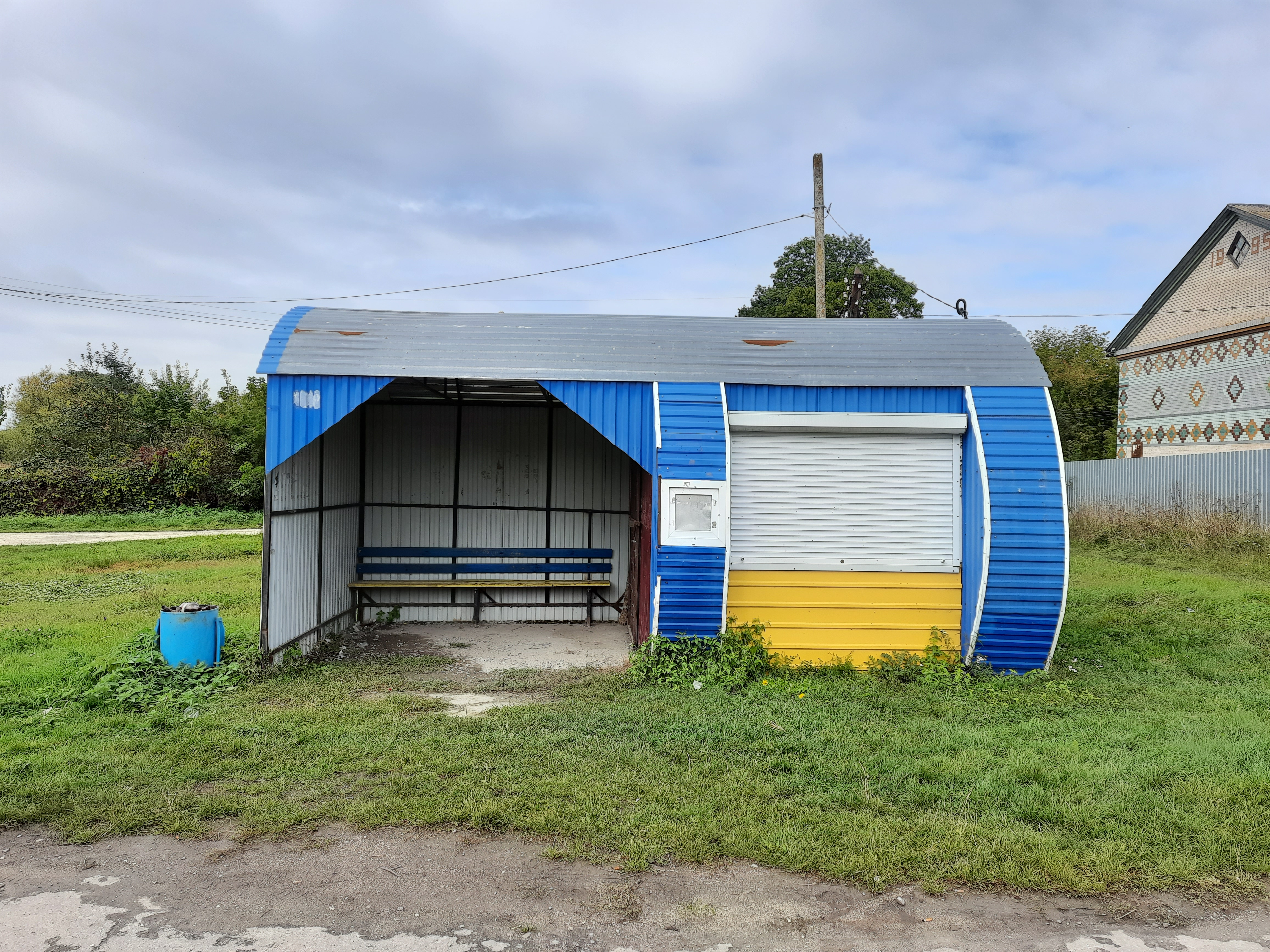
Автобусна зупинка
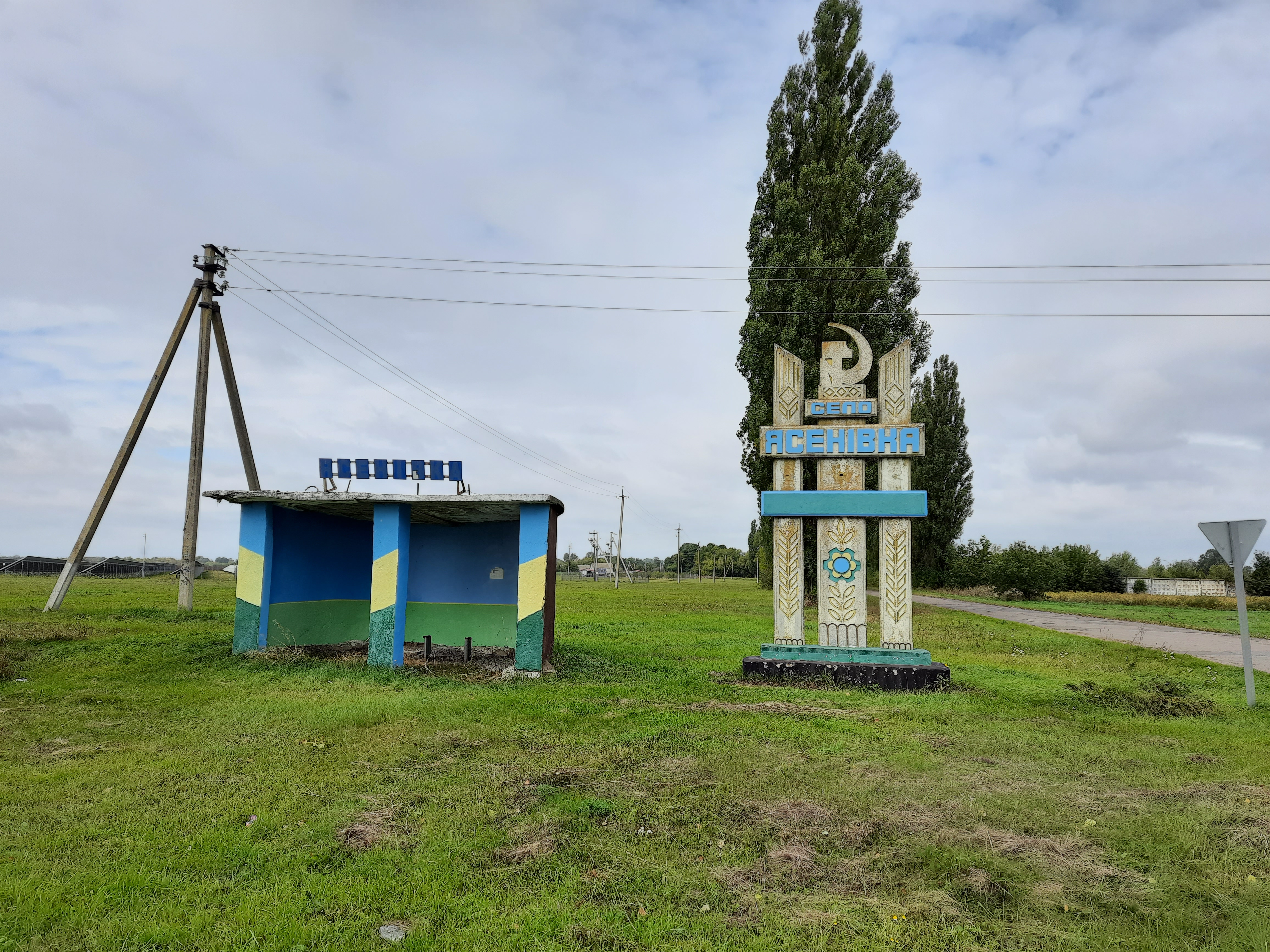
Автобусна зупинка біля села